# Hưng Tây
Hưng Tây là một xã nằm ở phía Bắc huyện Hưng Nguyên, tỉnh Nghệ An, Việt Nam.

## Vị trí địa lý
- Phía Bắc giáp xã Hưng Yên Nam (huyện Hưng Nguyên) và xã Nghi Vạn (huyện Nghi Lộc)
- Phía Đông giáp xã Hưng Đông (thành phố Vinh)
- Phía Tây giáp xã Nam Giang (huyện Nam Đàn)
- Phía Nam giáp thị trấn Hưng Nguyên và xã Hưng Đạo (huyện Hưng Nguyên)                                              Xã Hưng Tây nằm bên tuyến kênh Nhà Lê, là tuyến đường thủy đầu tiên trong lịch sử Việt Nam từ kinh đô Hoa Lư đến Đèo Ngang và được xem là tuyến đường Hồ Chí Minh trên sông vì những đóng góp cho các cuộc chiến tranh của người Việt.

## Lịch sử
Thực hiện chủ trương của cấp trên, cuối năm 1953, khi chính phủ thực hiện giảm tô, giảm tức                                                     nhằm nâng đỡ sức dân, đẩy mạnh cuộc kháng chiến, xét thấy xã Hưng Thành là địa bàn rộng, từ đó, huyện Hưng Nguyên được sự đồng ý của cấp trên đã chia xã Hưng Thành ra làm 02 xã, lấy ranh giới là con sông Già (kênh nhà Lê): Phía tây gọi là xã Hưng Tây, phía đông gọi là Hưng Đông.                                                                                                                                                                                                                                                                                                                                                                                                                                                                                                                                                                     Là vùng quê phong cảnh hữu tình có dãy núi Đại Huệ như nét bút giữa trời xanh chắn ở phía Tây, phía Đông là kênh nhà Lê (989) chảy qua có đoạn uốn lượn như bụng Rồng. Có núi Đại Hải (Lưỡi Hái, rú Gai) là núi đứng trấn trong huyện tựa như bức bình phong; có cầu Già (1803) gắn với chợ Già nổi tiếng là trung tâm giao thương trong huyện. Những làng hình thành đầu tiên thời phong kiến của xã Hương Cái (tiền thân của xã Hưng Thành)  phải kể đến làng Kẻ Gai, Thượng Khê, Hạ Khê (đầu khe, cuối khe), Khoa Đà, Long Hòa, Phúc Long (bụng con rồng), Phúc Điền, Hưng Thịnh (1874). Hai làng Thượng Khê và Hạ Khê trước kia gọi chung là làng Kẻ Ngòi. Ngoài ra giữa thế kỷ XX có một số dân ở xã Hưng Long tới sinh sống và lập nên xóm Đại Huệ 7 và nhân dân Hạ Khê khi thực hiện giãn dân đã lập nên làng Đại Huệ 1, ngoài ra còn một xóm nằm sát trung tâm xã Hưng Tây giữa cánh đồng gọi là xóm Lam Đồng, nay nhập vào Thượng Khê.

## Hành chính
- Sau khi sáp nhập một phần vào TP. Vinh. Hưng Tây thay đổi tên một số xóm, và tách: Xóm Bắc 1, Xóm Bắc 2, Xóm Bắc 3 từ xóm 1B cũ. Xóm Đại Huệ 1, Xóm Đại Huệ 7 được tách từ xóm 2B cũ. Xóm Hưng Thịnh 1, Xóm Hưng Thịnh 2, Xóm Hưng Thịnh 3 được tách từ xóm 3B cũ.                                                            - Năm 2019 sáp nhập 26 thôn xóm xuống còn 10 thôn xóm:                                                                        
1. Xóm Phúc Điền 1,2                                     thành Xóm Phúc Điền
2. Xóm Thượng Khê 3,4 - Lam Đồng            thành Xóm Thượng Khê
3. Xóm Đình-Kỳ-Vạc                                       thành Xóm Hạ Khê
4. Xóm Bắc-Nam Phúc Long                         thành Xóm Phúc Long
5. Xóm Bắc-Nam Phúc Hòa                           thành Xóm Phúc Hòa
6. Xóm Khoa Đà 1,2,3                                     thành Xóm Khoa Đà
7. Xóm Nam-Trung Kẻ Gai                             thành Xóm Nam Kẻ Gai
8. Xóm Bắc Kẻ Gai 1,2,3                                 thành Xóm Bắc Kẻ Gai
9. Xóm Đại Huệ 1,7 - Đại Đồng                      thành Xóm Đại Huệ
10. Xóm Hưng Thịnh 1,2,3                               thành Xóm Hưng Thịnh

## Tín ngưỡng
Trước đây nhân dân Hưng Tây chủ yếu theo tín ngưỡng thờ ông bà, tổ tiên và những người có công với dân với nước (Tín ngưỡng dân gian). Cuối thế kỷ XIX, Đạo Công Giáo du nhập vào Hưng Tây và một số nhân dân đã theo Đạo. Năm 2019, xã Hưng Tây có dân số khoảng 13000 người, 53% đồng bào theo Đạo Công Giáo thành lập nên hai Giáo xứ là GX Kẻ Gai, GX Hưng Thịnh, sáu Giáo họ là Kẻ Gai, Khoa Đà, Phúc Long, Thượng Khê, Phúc Điền (thuộc GX Kẻ Gai), Hưng Thịnh (thuộc GX Hưng Thịnh).            

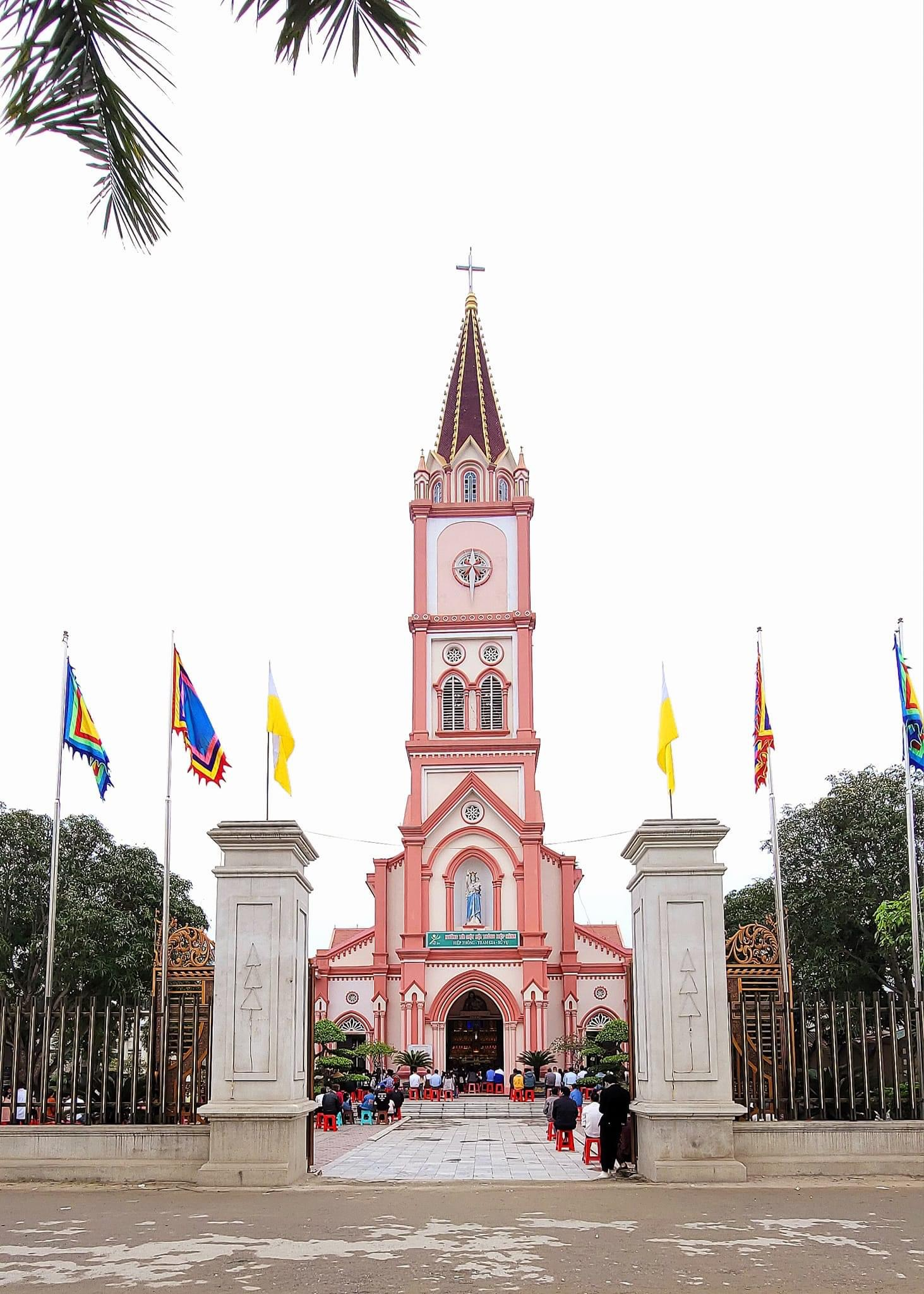

                            1.Nhà thờ Giáo xứ Kẻ Gai                     

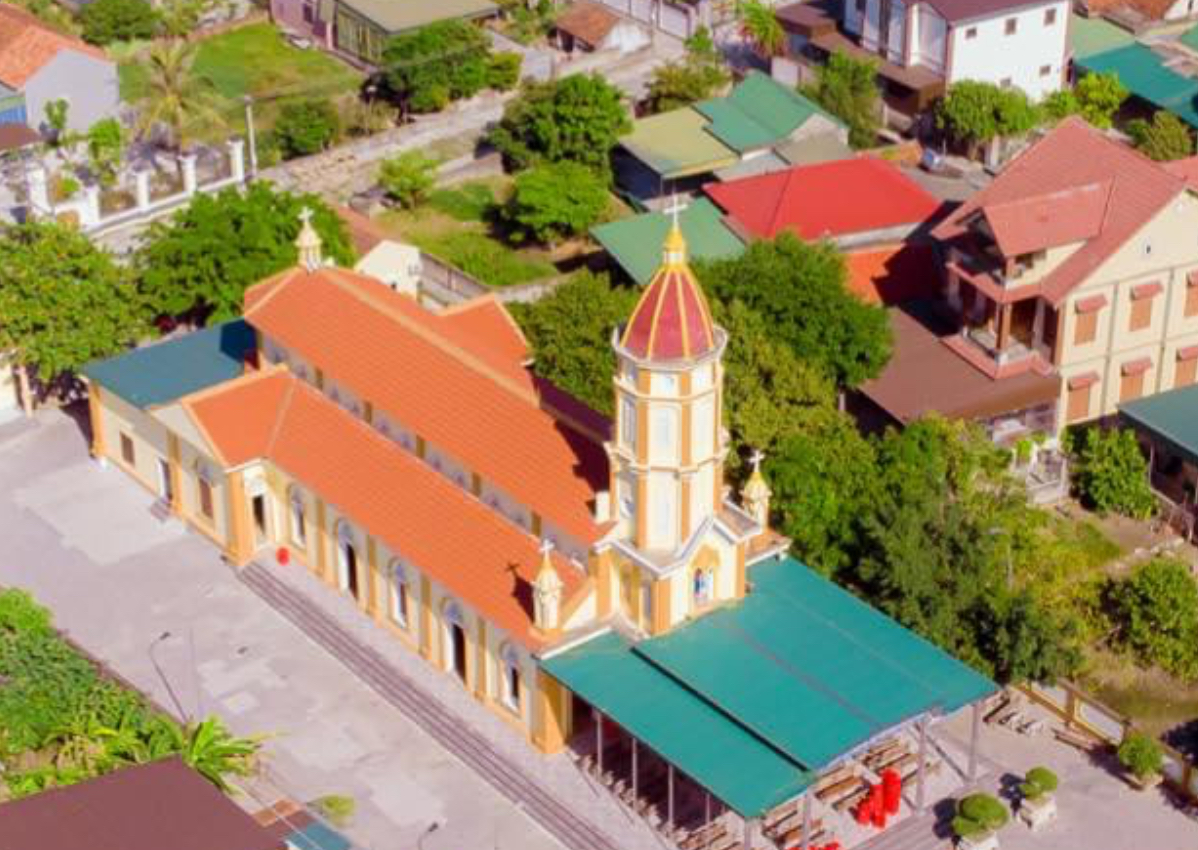

 2.Nhà thờ Giáo xứ Hưng Thịnh                                    

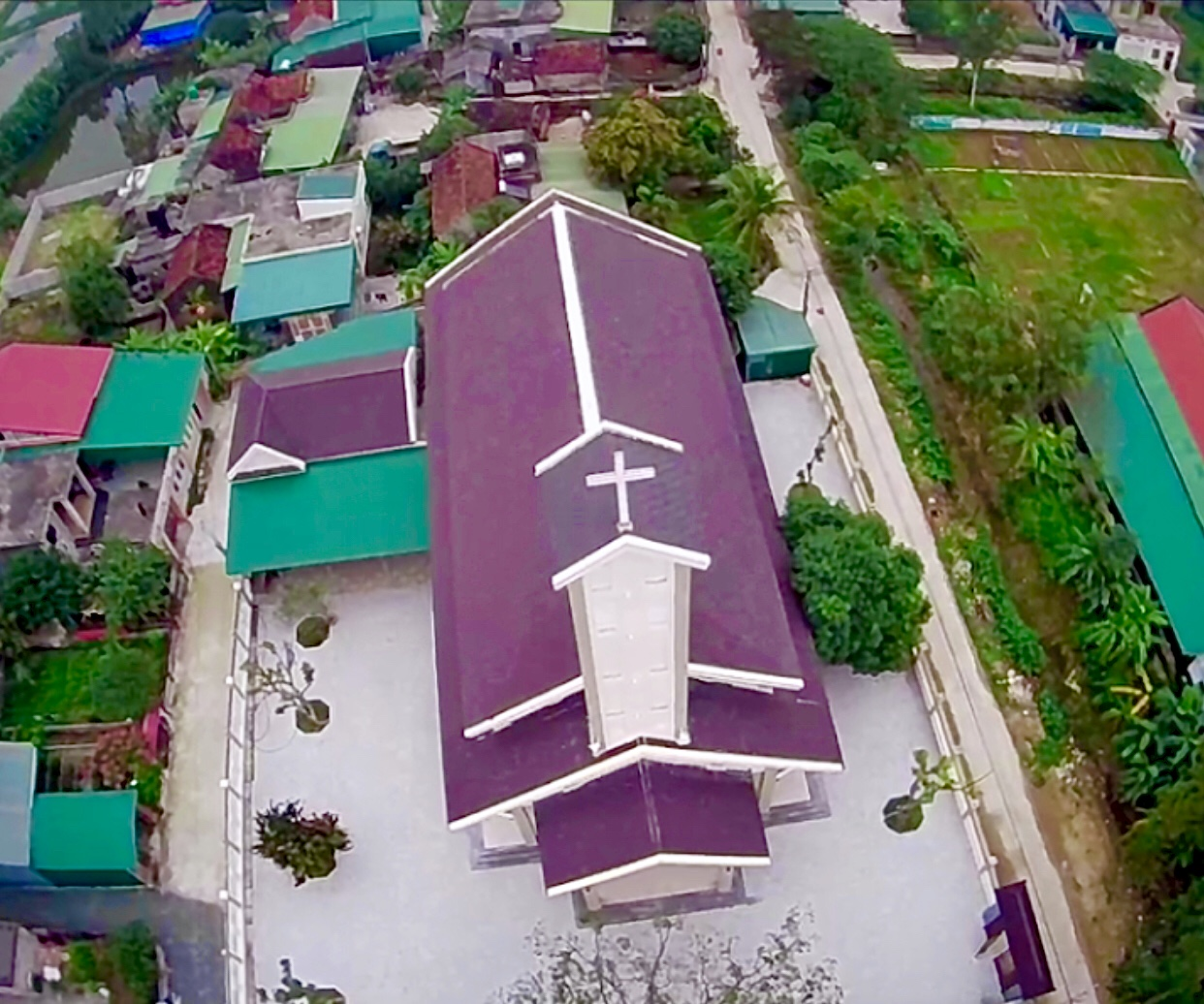

 3.Nhà thờ Giáo họ Thượng Khê                                     

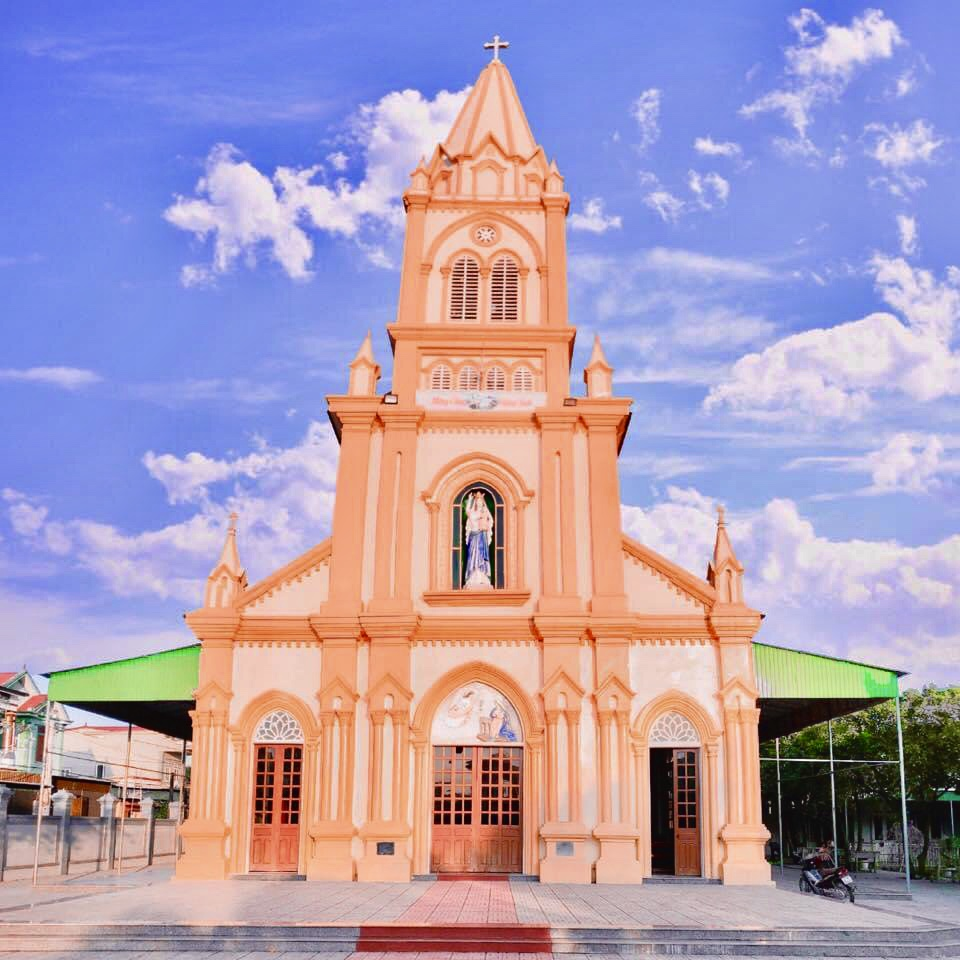

 4.Nhà thờ Giáo họ Phúc Long                              

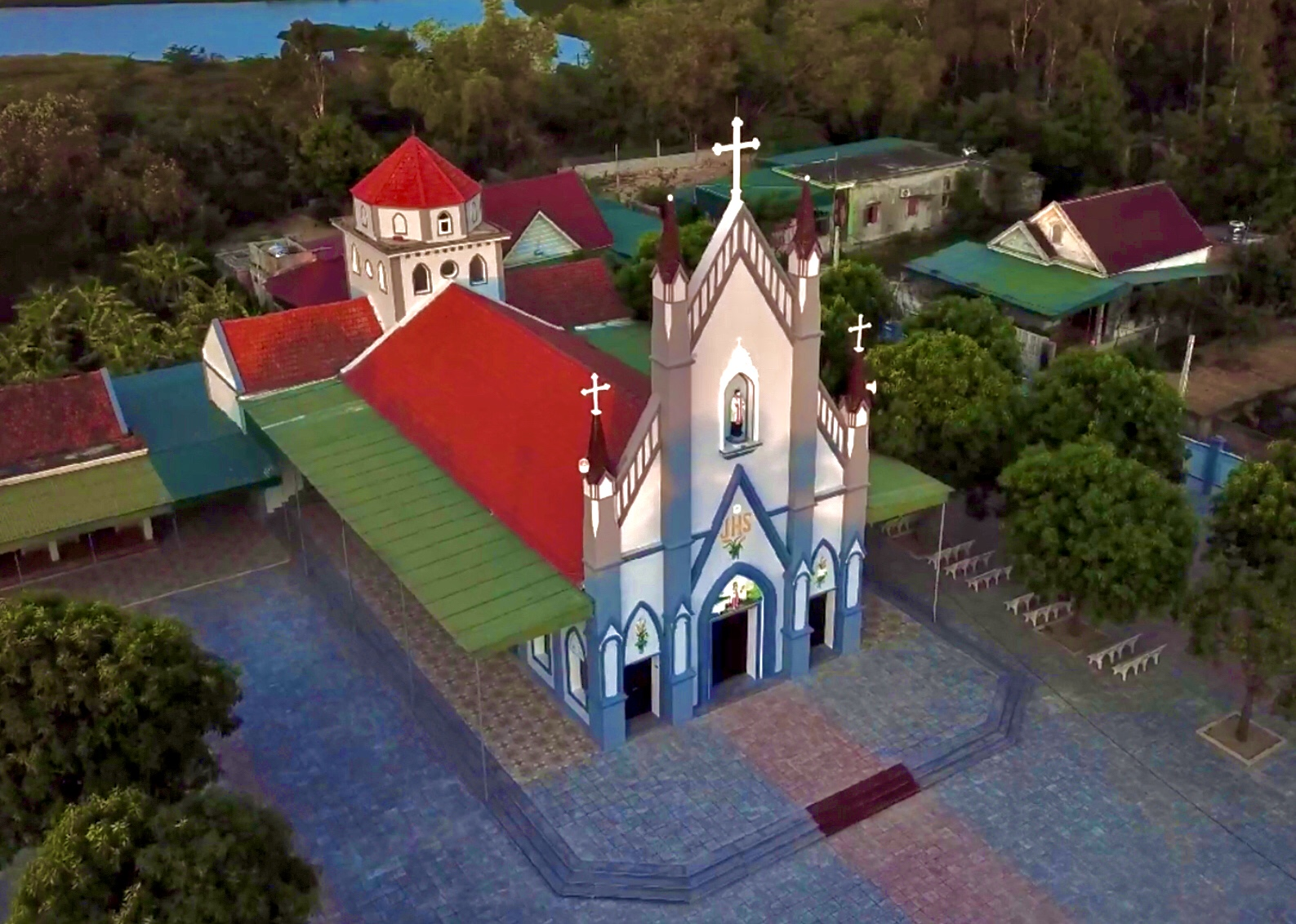

 5.Nhà thờ Giáo họ Khoa Đà                                      

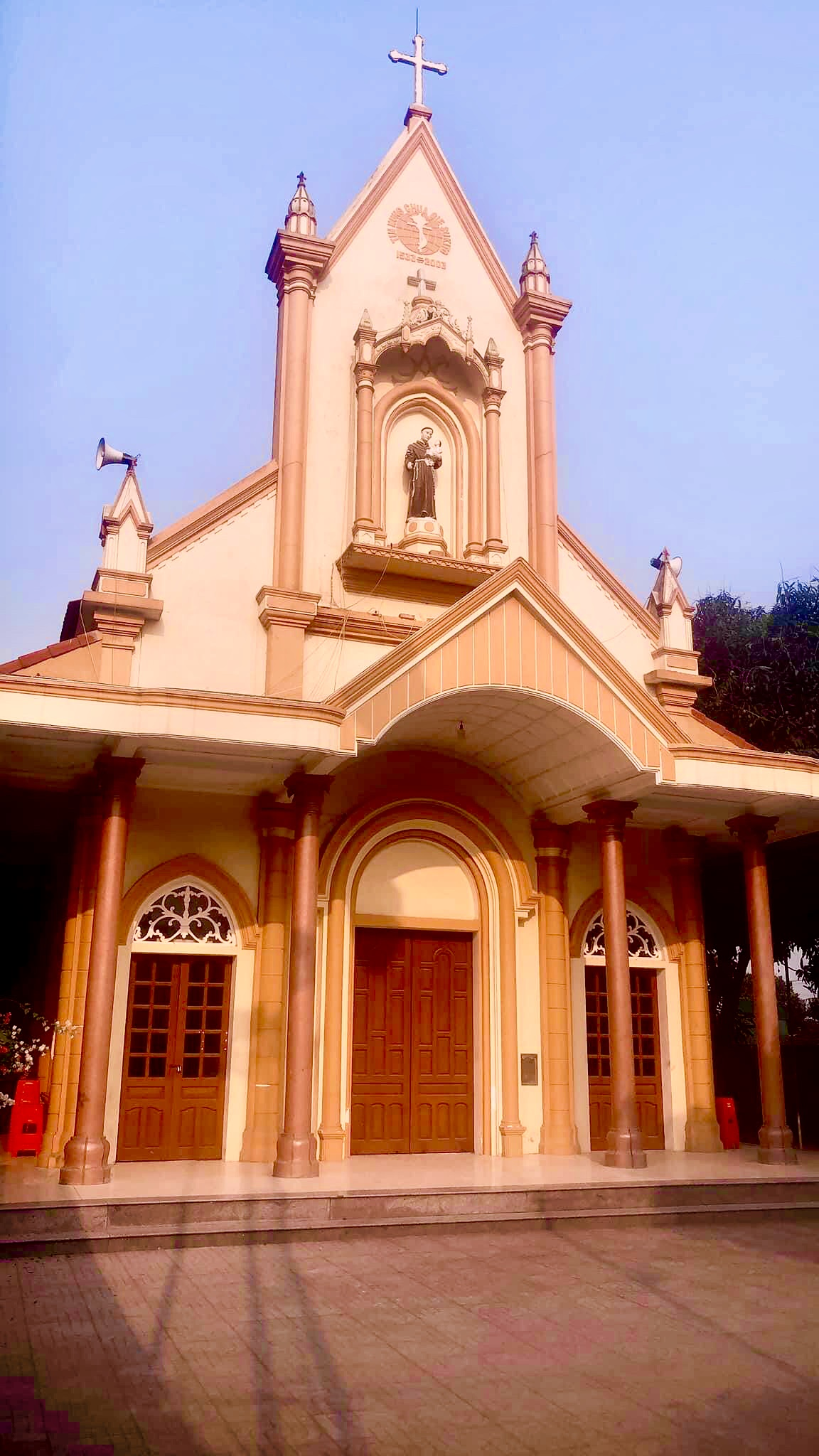

 6.Nhà thờ Giáo họ Phúc Điền

## Kinh tế
Đến nay, tổng giá trị thu nhập đạt trên 780 tỷ đồng, thu nhập bình quân đạt hơn 62 triệu đồng/người/năm. Cơ cấu kinh tế về nông  lâm thủy sản đạt gần 67 tỷ đồng, công nghiệp xây dựng đạt trên 270 tỷ đồng, thương mại dịch vụ việc làm đạt 420 tỷ đồng. Các ngành nghề công nghiệp, tiểu thủ công nghiệp phát triển khá, nhân dân chú trọng đầu tư vào các ngành sản xuất công nghiệp, tiểu thủ công nghiệp, đầu tư xây dựng nhà ở kiên cố trong nhân dân ngày càng nhiều. Các ngành nghề kinh doanh, dịch vụ thương mại, vận tải, nhà nghỉ, nhà hàng và xuất khẩu lao động phát triển mạnh đáp ứng nhu cầu kinh doanh và sinh hoạt, nâng cao thu nhập và đời sống của nhân dân. Có thể nói trong những năm qua xã Hưng Tây đã có bước chuyển mình mạnh mẽ trở thành một trong những xã trên địa bàn huyện Hưng Nguyên có nền kinh tế năng động, với nhiều dự án trọng điểm như: Dự án khu công nghiệp đô thị và dịch vụ Vsip, dự án đường 72m Vinh - Hưng Tây, dự án đường cao tốc Bắc – Nam đi qua, dự án khu đô thị thương mại dịch vụ sắp hình thành tại Khoa Đà… và có hàng chục công ty, xí nghiệp đóng trên địa bàn. Có nhiều cung đường huyết mạch giao thông đi qua trên địa bàn tạo điều kiện giao thương, sinh hoạt cho bà con nhân dân trên địa bàn, là thế mạnh trong quá trình đô thị hóa nông thôn. Xứng đáng là xã thuộc huyện Hưng Nguyên nằm trong quy hoạch chung thành phố Vinh, tỉnh Nghệ An tính đến năm 2030, tầm nhìn 2050 theo quyết định số 52/QĐ-TTg của Thủ tướng Chính phủ ngày 14 tháng 1 năm 2015.                                                                                                     

## Văn hóa  - Xã hội
Song song với chương trình mục tiêu phát triển kinh tế, xã Hưng Tây còn chú trọng đến sự phát triển văn hóa, giáo dục, y tế. Cụ thể công tác truyền thông đã phục vụ kịp thời các nhiệm vụ chính trị trọng tâm, tuyên truyền cổ động các phong trào thi đua yêu nước, chào mừng các ngày lễ lớn của dân tộc. Trong phong trào xây dựng đời sống văn hóa ở khu dân cư được đẩy mạnh. Trong năm qua, chất lượng dạy và học ở cả 3 cấp học trên địa bàn xã được nâng cao, tỷ lệ học sinh giỏi huyện, giỏi tỉnh tăng cao. Số các em đậu vào các trường đại học, cao đẳng, trung học chuyên nghiệp năm sau cao hơn năm trước. Trung tâm học tập cộng đồng ngày càng được phát huy tốt chức năng của mình. Công tác xã hội hóa giáo dục được chú trọng. Công tác chăm sóc sức khỏe cho nhân dân và các chương trình y tế quốc gia được thực hiện tốt. Trạm y tế và y tá thôn xóm hoạt động có nền nếp, làm tốt công tác y tế dự phòng, hoàn thành các tiêu chí và duy trì xã đạt chuẩn quốc gia về y tế. Công tác an ninh quốc phòng, trật tự an toàn xã hội được giữ vững.
Năm 2010, Hưng Tây được chọn làm một trong hai xã điểm xây dựng nông thôn mới của huyện. Hiện nay xã đã được phê duyệt đồ án quy hoạch xây dựng nông thôn mới. Đây là cơ hội cho xã Hưng Tây có những bước chuyển mình đột phá giúp phát triển kinh tế - xã hội từng bước đi lên.            